# Referéndum sobre el servicio militar obligatorio en Suiza de 2013

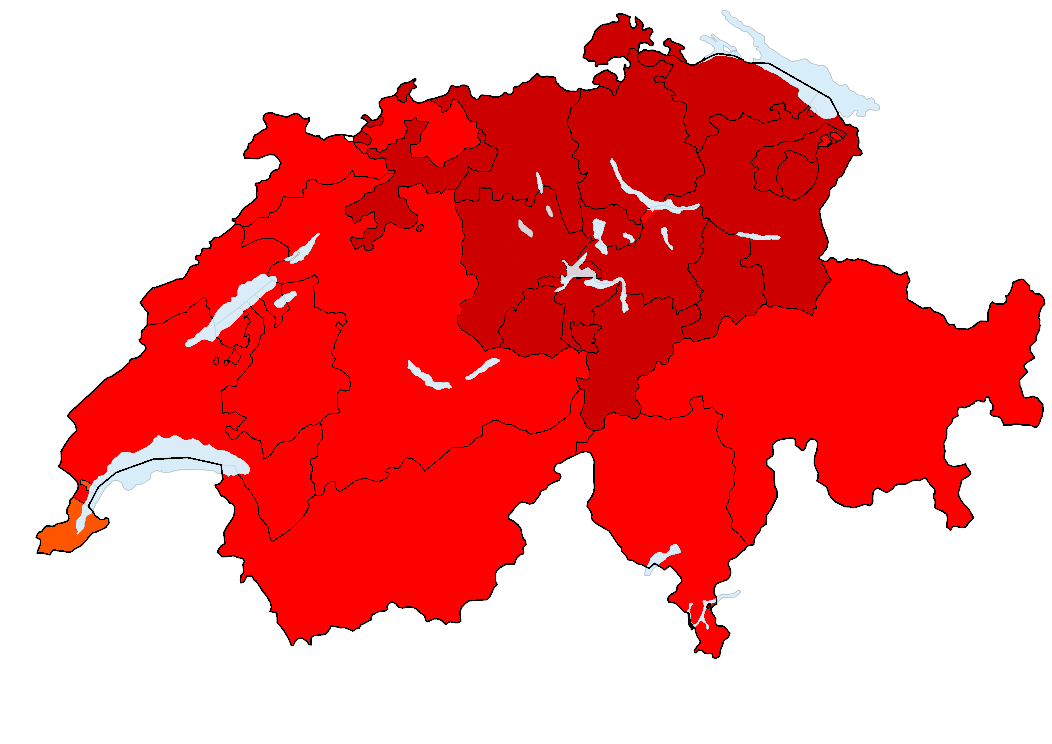
Resultados del Referéndum en cada cantón:
50-60 % al «No»
60-80 % al «No»
80 % al «No»

El Referéndum sobre el servicio militar obligatorio se celebró en Suiza el día 21 de septiembre de 2013.
El resultado fue de una amplia mayoría de opositores a abolir el servicio militar obligatorio, de un total nacional del 73%, siendo el peor resultado en un referéndum de este tipo en Suiza de los tres que se han hecho.

## Situación militar de Suiza
Suiza es conocida erróneamente como uno de los países sin ejércitos del mundo, aunque esta información es falsa, ya que existen las Fuerzas Armadas Suizas, las cuales cuentan con más de 150.000 efectivos, de los que tan solo 4.000 sirven permanentemente como militares. Esta situación se debe a que según las leyes suizas, todos los hombres entre 20 y 32 años tienen que servir un periodo de tiempo en el ejército y se les permite guardar un arma en sus hogares para que si Suiza entra en un conflicto bélico pueda contar con un ejército capaz de hacer frente a los enemigos de Suiza.

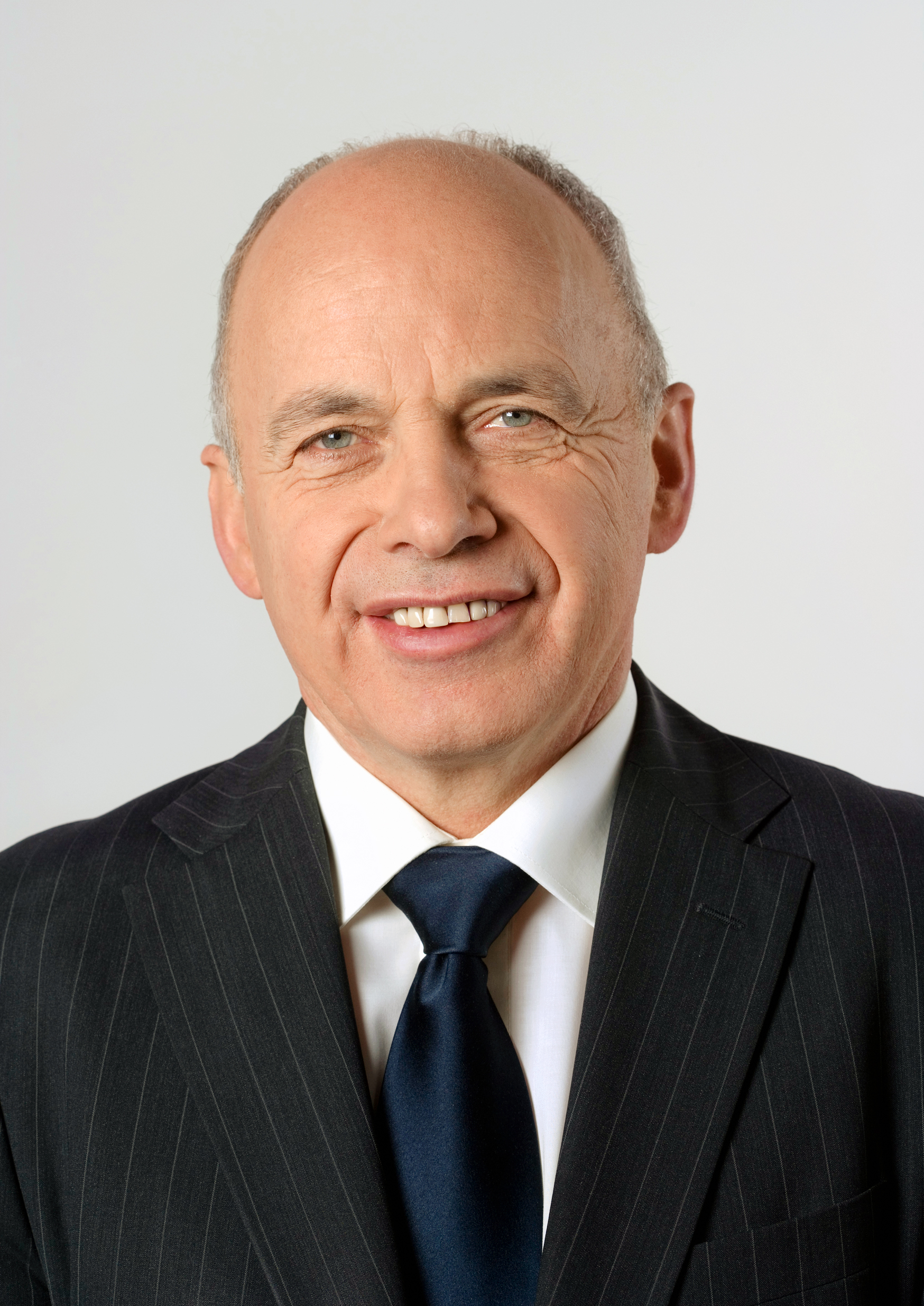
Es un sí al Ejército y a más seguridad.Ueli Maurer, Presidente y Ministro de Defensa de Suiza.

Es un sí al Ejército y a más seguridad.

### El GSoA
El Grupo por una Suiza sin Ejército es una coalición de grupos políticos ecologistas, feministas y pacifistas que llevan desde el final de la década de los años 80 del siglo pasado intentando abolir el servicio militar obligatorio en Suiza, y por ende de todo el ejército suizo.
Sin embargo en ninguno de los tres referendos que se han llevado a cabo han conseguido este propósito, siendo además este el que peor resultado ha obtenido. Incluso en las divisiones territoriales, el resultado ha sido pésimo, ninguno de los cantones se ha llegado a posicionar a favor de la propuesta.

### Diferendo generacional
Aunque la opción de suprimir el servicio militar obligatorio fue nuevamente rechazado por la masa electoral suiza, objetores suizos continuaron recalcando que el mantenimiento de las fuerzas amrdas es muy costoso y que las nuevas generaciones de suizos ven el servicio como una «pérdida de tiempo»; sin embargo, las generaciones más adultas del país continúan opinando que mantener el servicio y la reserva militar es el mejor modo de «defender el país».

### Declaraciones
- Tobias Schnebli, : "El mantenimiento del Ejército es un instrumento de guerra del pasado".

- "Suiza sin armas y por una política global de paz". Lema del GSoA.